# 卡米亞納戈拉 (若夫克瓦區)
50°7′58″N 23°39′7″E / 50.13278°N 23.65194°E
卡米亞納戈拉（烏克蘭語：Кам'яна Гора），是烏克蘭西部的村莊，隸屬利維夫州的利維夫區。該村面積16.73平方公里，海拔高度295米，2001年該村落人口762。